# Psychoda pala
Psychoda pala är en tvåvingeart som beskrevs av Quate 1967. Psychoda pala ingår i släktet Psychoda och familjen fjärilsmyggor. Inga underarter finns listade i Catalogue of Life.